# Casa della memoria e della storia
La Casa della Memoria e della Storia è un'istituzione del Comune di Roma, un luogo di cultura nato con l'intento di raccontare, conoscere e condividere la memoria e la storia del Novecento e di Roma.
Alla sua attività e gestione partecipano associazioni che rappresentano la memoria storica dell'antifascismo, della Resistenza, della guerra di Liberazione, della memoria delle vicende del XX secolo e istituti culturali che hanno finalità di ricostruzione, conservazione e promozione di tale memoria.
In particolare fanno parte della  Casa della memoria e della Storia, per continuare il loro lavoro di ricerca, documentazione, didattica e divulgazione storica, quelle associazioni testimoni dirette dell'esperienza antifascista e democratica romana, alcune delle quali hanno donato il loro prezioso archivio, insieme ad istituti culturali e associazioni:
- l'Associazione nazionale ex deportati politici nei campi nazisti (ANED)
- l'Associazione nazionale ex internati (ANEI)
- l'Associazione Nazionale Partigiani d'Italia (ANPI)
- l'Associazione Nazionale Perseguitati Politici Italiani Antifascisti (ANPPIA)
- la Federazione italiana delle associazioni partigiane (FIAP)
- l'Associazione partigiani cristiani (parte della Federazione italiana volontari della libertà, FIVL)
- l'Istituto romano per la storia d'Italia dal fascismo alla Resistenza (IRSIFAR)
- la sezione didattica e alcuni archivi sonori e audiovisivi dell'Associazione culturale "Circolo Gianni Bosio"
- il coordinamento della Società italiana di storia orale.

Raccoglie al suo interno spazi museali e una biblioteca.
È stata inaugurata il 24 marzo 2006, in occasione dell'anniversario dell'eccidio delle Fosse Ardeatine.